# Buenia
Buenia – rodzaj ryb z rodziny babkowatych (Gobiidae).

## Klasyfikacja
Gatunki zaliczane do tego rodzaju:
- Buenia affinis
- Buenia jeffreysii
- Buenia lombartei
- Buenia massutii